# Андерсон, Джеймс (экономист)
Джеймс А́ндерсон (англ. James Anderson; 1739 — 15 октября 1808) — шотландский экономист, фермер и правовед, один из авторов теории дифференциальной земельной ренты.

## Биография
В возрасте 15 лет после смерти родителей Андерсон унаследовал семейную ферму в Мидлотиане. Его вклад в науку был связан в основном с сельским хозяйством.
В 1768 году он женился на Маргарет Сетон, которая умерла в 1788 году.

## Основные произведения
- «Исследование природы зерновых законов со взглядом на новый закон о зерне, предложенным для Шотландии» (An Inquiry into the Nature of the Corn Laws, with a view to the new Corn Bill proposed for Scotland, 1777)[3].